# Stone Johnson
Stone Johnson (Stone Edward Johnson; * 26. April 1940 in Dallas; † 8. September 1963 in Wichita, Kansas) war ein US-amerikanischer Sprinter und American-Football-Spieler.
1960 stellte er bei den US-Ausscheidungskämpfen für die Olympischen Spiele in Rom im Halbfinale des 200-Meter-Laufs mit 20,5 s den Weltrekord ein und wurde im Finale Zweiter. Bei den Olympischen Spielen wurde er dann Fünfter über 200 m und gehörte in der 4-mal-100-Meter-Staffel zur US-Mannschaft, die im Finale disqualifiziert wurde.
1963 wurde er als Runningback von den Kansas City Chiefs unter Vertrag genommen. In einem Testspiel erlitt er einen Halswirbelbruch, an dessen Folgen er zehn Tage später starb. Obwohl er nie ein reguläres Spiel in der National Football League bestritten hatte, wurde seine Trikotnummer 33 nicht mehr vergeben.